# Yatta (Hebron)
Yatta (àrab: يطّا, Yaṭṭā) és una ciutat palestina de la governació d'Hebron, a Cisjordània, situada 8 quilòmetres al sud d'Hebron. Segons l'Oficina Central Palestina d'Estadístiques tenia 64.277 habitants el 2016.

## Història
Situada dalt d'un antic turó Yatta ha estat identificada amb el lloc de la ciutat bíblica de Juttah. En 1931 s'hi va trobar un complex funerari jueu del segle ii aC. Eusebi (segle IV) va escriure que Yatta era "una vila molt gran dels jueus 18 milles al sud de Bayt Jibrin." Alguns residents palestins de la ciutat creuen que provenen del regne jueu de Khaybar a la península Aràbiga sud-occidental i descendeixen de les tribus jueves d'Aràbia. Les recerques de Yitshaq ben Tseví en 1928 també van suggerir que tres de les sis famílies esteses de Yatta pertanyien al grup "Mehamra" i possiblement descendien d'una tribu àrab jueva.

### Època otomana
Yatta, com la resta de Palestina, va ser incorporada a l'Imperi Otomà en 1517, i en el cens de 1596 la vila apareix dins la nàhiya de Halil, al liwà d'al-Quds. Tenia una població de 127 famílies, totes musulmanes, i pagaven impostos sobre blat, ordi, olives, cabres i abelles; un total de 9.872 akçe. 20/24, o 5/6 del benefici anaven al waqf.
En 1838 hi va passar Edward Robinson i va assenyalar que Yatta tenia l'«aparença d'un gran poble modern mahometà, en baixa eminència, amb arbres al voltant».
En juliol de 1863 Victor Guérin va visitar Youttha. Va descriure la vila de 2.000 habitants, però almenys la meitat vivien en tendes de campanya disperses, en part per acabar la collita, en part per evitar que els reclutadors militars actius a la zona. Una llista de pobles otomans de l'any 1870 va trobar que Jatta tenia 226, en 66 cases, tot i que el recompte de població només incloïa homes.
En 1883, el Fons per a l'Exploració de Palestina va descriure Yatta en el seu Survey of Western Palestine com un «gran poble situat a la vora d'una cresta, està construït en gran part de pedra. El subministrament d'aigua és a partir de les cisternes. Al sud hi ha tombes tallades en roca i es troben premses de vi de pedra al voltant de la vila. El poble és extremadament pedregós, al sud del poble hi ha oliveres disperses, que són objectes conspicus; a l'oest, una mica més baix sota un penya-segat, hi ha un petit hort d'olivera on el camp de l'enquesta es va iniciar el 1874; al sud-oest del camp hi havia unes quantes figueres, els habitants eren molt rics en ramats, es deia que el poble tenia 17.000 ovelles, així com cabres, vaques, camells, cavalls i burros. El xeic sol tenia 250 ovelles.» «Al sud del poble hi ha algunes tombes; una té un arc semicircular poc profund tallat sobre una petita entrada quadrada. A l'oest del poble i del Muturrif hi ha una premsa de vi molt bona tallada en roca. Hi ha una segona al nord del poble."

### Mandat Britànic de Palestina
En el cens de Palestina de 1922, dut a terme per les autoritats del Mandat Britànic, Yatta tenia 3.179 habitants, tots musulmanss. incrementats en el cens de Palestina de 1931 a 4.034 musulmans en 767 cases habitades.
En el cens de 1945 la població de Yatta era de 5,260 musulmans, i l'àrea de terra era de 174.172 dúnams de terra segons una enquesta oficial de terra i població. 3,254 dúnams eren plantacions i regadius, 67,498 usats per a cereals, mentre 216 dúnams eren sòl edificat.

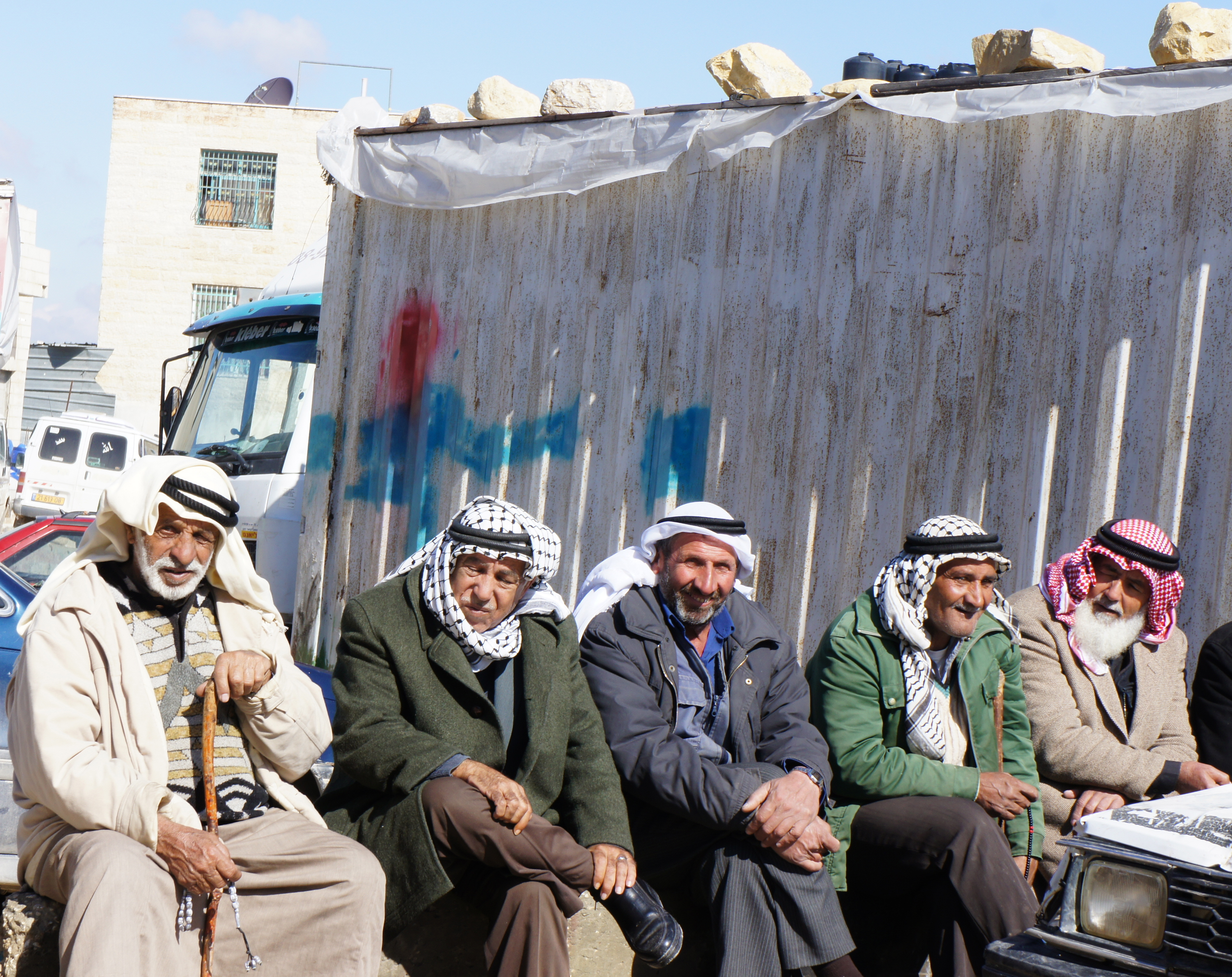
Ancians de Yatta, 2012

### Després de 1948
Després de la Guerra araboisraeliana de 1948 i els acords d'armistici de 1949, Yatta va quedar sota un règim d'ocupació jordana. Des de la Guerra dels Sis Dies en 1967, Yatta ha romàs sota ocupació israeliana. La població del cens de 1967 realitzada per les autoritats israelianes era de 7.281 habitants.
Almenys set palestins van morir a Yatta durant la Segona Intifada en diferents incidents de 2002-04. El 8 de març de 2012, els soldats israelians van disparar a Zakariya Abu Eram, de 20 anys, i van ferir und altres dos durant una incursió a la ciutat amb la intenció d'arrestar l'oncle d'Abu Eram Khaled Mahamra, membre de Hamàs sentenciat a cadena perpètua i alliberat com a part de l'intercanvi de presoners per alliberar al soldat israelià Gilad Schalit. Els israelians van declarar que van disparar als homes només després que un d'ells va apunyalar a un soldat durant l'intent d'arrest.
El juny de 2016, dos assaltants de Yatta van ser detinguts després de disparar contra israelians que dinaven en una cafeteria de Tel-Aviv, després de la qual van ser acusats de matar quatre persones i ferir-ne unes altres 16 persones.